# 稲垣吾郎の金田一耕助シリーズ
稲垣吾郎の金田一耕助シリーズ（いながきごろうのきんだいちこうすけシリーズ）では、横溝正史の推理小説「金田一耕助シリーズ」を原作とする、稲垣吾郎主演のテレビドラマについて説明する。稲垣主演のシリーズは、2004年から2009年にかけて、フジテレビ系でスペシャルドラマとして、全5作が放送されている。
放送枠は「プレミアムステージ」（第1作）、「金曜エンタテイメント」（第2作 - 第3作）、「金曜プレステージ」（第4作）。

## 概要
2004年にフジテレビ系で放送されたTVスペシャル『犬神家の一族』を第1作として、2000年代に放送された稲垣吾郎主演のスペシャルドラマである。『犬神家の一族』では石坂浩二主演、市川崑監督で製作された1976年の映画版へのオマージュが多数見受けられるものとなっており、稲垣演じる金田一の容姿も和服にするという原作に比較的忠実なものとなっている。
原作にしばしば登場する横溝正史自身をモデルにした人物が元になっていると考えられる、小日向文世演じる「横溝正史」が全作品に登場する。金田一とはかなり親しい間柄で、金田一のことを「耕さん」と呼ぶなどの設定は原作（『病院坂の首縊りの家』など）に準拠している。また、各作品のエピローグは金田一から送られてきた事件に関する手紙を読み、それをヒントに横溝が小説「金田一耕助シリーズ」の執筆を開始するシーンで幕を閉じている（ただし『悪魔が来りて笛を吹く』では序盤にもう執筆を始めている）。第1作『犬神家の一族』の時点で既にそれまでの金田一の活躍を横溝が記したものが出版されており、金田一がその文庫版を所有している描写がある。
また、第1作『犬神家の一族』で原作通りに登場した塩見三省演じる橘署長が、その後も転勤先で金田一に関わるという形でレギュラー出演者となっており、原作における等々力警部や磯川警部の役回りを担っている（ただし、『悪魔が来りて笛を吹く』では岡山県警から金田一に送られてきた手紙に「磯川常次郎」の名前が確認できる）。

## 稲垣演じる金田一像について
稲垣演じる金田一の風体は、前述のとおり原作に忠実である。しかし、石坂浩二演じる金田一で定着した特徴の「興奮すると頭を掻き始める」という癖はあまり見受けられない。『悪魔が来りて笛を吹く』の冒頭では、交通整理中の進駐軍兵士から「Bat Man」と呼ばれる場面がある。

## キャスト
- 金田一耕助 - 稲垣吾郎
- 横溝正史 - 小日向文世
- 橘署長 - 塩見三省

第1作「犬神家の一族」（2004年）
- 野々宮珠世 - 加藤あい
- 犬神佐清 / 青沼静馬 - 西島秀俊
- 犬神佐武 - 平岳大
- 犬神佐智 - 眞島秀和
- 犬神松子 - 三田佳子
- 犬神竹子 - 赤座美代子
- 犬神梅子 - 佳那晃子
- 犬神佐兵衛 - 佐藤慶（青年時代：福士誠治）
- 猿蔵 - 長江英和
- 犬神小夜子 - 石橋けい
- 青沼菊乃 - 木村多江
- 犬神寅之助 - 黒部進
- 犬神幸吉 - 山西道広
- 宮川香琴 - 岸田今日子
- 古館恭三（弁護士） - 佐野浅夫
- 若林豊一郎（弁護士） - 樋渡真司
- 久保銀造 - 梅津栄
- ジャック安永 - 羽場裕一
- 大山（神官） - 江幡高志
- 志摩久平 - 山谷初男

第2作「八つ墓村」（2004年）
- 井川辰弥 / 亀井陽一 - 藤原竜也
- 森美也子 - 若村麻由美
- 田治見要蔵 / 久弥 - 吹越満
- 里村慎太郎 - 永澤俊矢
- 田治見小梅 - 泉晶子
- 田治見小竹 - 江波杏子
- 田治見春代 - りょう
- お島 - 東佳代子
- 荒井修平 - 入江雅人
- 井川鶴子 - 中山忍
- 井川丑松 - 守田比呂也
- 長英 - 大門伍朗
- 濃茶の尼 - 絵沢萌子
- 梅幸尼 - 島かおり
- 久野恒実 - 浅野和之
- 諏訪（弁護士） - 笹野高史

第3作「女王蜂」（2006年）
- 神尾秀子 - 手塚理美
- 大道寺智子 / 琴絵 - 栗山千明
- 大道寺欣造 - 石橋凌（若い頃：波岡一喜）
- 多門連太郎 - 及川光博
- 衣笠宮智仁 - 高橋昌也
- 九十九龍馬 - 杉本哲太
- 伊波良平 - 並樹史朗
- 大道寺文彦 - 染谷将太
- 遊佐三郎 - 青木伸輔
- 今井（支配人） - 徳井優
- 駒井泰次郎 - 池内万作
- 日下部達哉 - 萬雅之

第4作「悪魔が来りて笛を吹く」（2007年）
- 椿美禰子 - 国仲涼子
- 椿英輔 / 飯尾豊三郎 - 榎木孝明
- 椿秋子 - 秋吉久美子
- 三島東太郎 - 成宮寛貴
- お種 - 浜丘麻矢
- 目賀重亮 - 伊武雅刀
- 玉虫利彦 - 螢雪次朗
- 玉虫一彦 - 渡部豪太
- 玉虫公丸 - 浜田晃
- 菊江 - 野波麻帆
- 三春園女将 - 山田スミ子
- 河村小夜子 - 高橋真唯
- 河村駒子 - 銀粉蝶

第5作「悪魔の手毬唄」（2009年）
- 青池リカ - かたせ梨乃
- 青池歌名雄 - 平岡祐太
- 大空ゆかり - 山田優
- 青池里子 - 柴本幸
- 多々羅放庵 - 麿赤児
- 栗林りん - 森康子
- お幹 - 藤本静
- 由良泰子 - 中丸シオン
- 仁礼文子 - 多岐川華子
- 別所辰蔵 - 有薗芳記
- 仁礼勝平 - 山崎裕太
- 仁礼咲枝 - 仁科亜季子
- 別所春江 - 田岡美也子
- 由良敦子 - 山口美也子
- 仁礼嘉平 - 石田太郎
- 由良五百子 - 佐々木すみ江
- 恩田幾三 - 谷原章介
- 本多（医師） - 犬塚弘

## スタッフ
- 原作 - 横溝正史
- 脚本 - 佐藤嗣麻子
- 音楽 - 佐橋俊彦
- 演出・監督 - 星護
- プロデューサー - 稲田秀樹
- 制作 - フジテレビ

## 放送日程
| 話数 | 放送日         | サブタイトル         | 原作                              | 脚本       | 演出 | 視聴率 |
| ---- | -------------- | -------------------- | --------------------------------- | ---------- | ---- | ------ |
| 1    | 2004年04月03日 | 犬神家の一族         | 「犬神家の一族」 「本陣殺人事件」 | 佐藤嗣麻子 | 星護 | 16.5%  |
| 2    | 2004年10月01日 | 八つ墓村             | 「八つ墓村」                      | 佐藤嗣麻子 | 星護 | 17.9%  |
| 3    | 2006年01月06日 | 女王蜂               | 「女王蜂」 「女怪」               | 佐藤嗣麻子 | 星護 | 17.1%  |
| 4    | 2007年01月05日 | 悪魔が来りて笛を吹く | 「悪魔が来りて笛を吹く」          | 佐藤嗣麻子 | 星護 | 14.4%  |
| 5    | 2009年01月05日 | 悪魔の手毬唄         | 「悪魔の手毬唄」                  | 佐藤嗣麻子 | 星護 | 11.3%  |

- 視聴率はビデオリサーチ調べ、関東地区・世帯

## ロケ地
- 『犬神家の一族』は、栃木県の中禅寺湖で撮影された[4]。

## オマージュ
上記したとおりに、本作品は石坂浩二版（「石坂浩二の金田一耕助シリーズ」を参照）や、古谷一行版（「古谷一行の金田一耕助シリーズ」を参照）をオマージュした部分が確認できる。
2004年の『犬神家の一族』では、岸田今日子を同じ琴の師匠役で登場させる部分や、金田一の逗留先である那須ホテルで「東京ブギウギ」を金田一が口ずさむ（映画版はレコードで流れている）などのシーンが、映画版『犬神家』をオマージュしたものである。また2007年の『悪魔が来りて笛を吹く』では古谷金田一の「横溝正史シリーズ」および角川文庫版表紙で用いられた「フルート怪人」の絵（挿絵）を登場させ、オマージュしている。2009年の『悪魔の手毬唄』では、映画版のヒロイン・別所千恵子（大空ゆかり）を演じた仁科亜季子（仁科明子）が出演している。

## 原作との差について
本シリーズは比較的原作（角川文庫版）に忠実、もしくは他の金田一シリーズでは都合によりカットされているような細かい設定も、演出に比較的多く盛り込まれている。ただ、人物相関等については多少の差異はみられる。
『犬神家の一族』の場合は、石坂金田一の映画版では犬神家の家業が「製薬会社」と設定されていたが、本シリーズでは原作どおりに「製糸会社」に設定されている（「犬神家」は他にも殺害方法も原作に忠実にしている）。また、『女王蜂』も同じく映画版では伊豆の山奥が舞台（「月琴の里」）が原作どおり伊豆・下田沖の孤島「月琴島」に設定され、『悪魔が来りて笛を吹く』においても作中重要な鍵となる、演奏される曲に秘められた犯人を告発するメッセージについて言及しているなどの特徴が確認できる。

## 関連CD･DVD
2008年現在、DVDなどのソフト化はされておらず、サウンドトラックCDも発売されていない。